# 約定的夢幻島
《约定的梦幻岛》（日语： Yakusoku no Nebārando ?）是白井海芋担任原作、出水珀斯卡负责作画的日本漫画，在2016年8月至2020年6月期间连载于集英社的《周刊少年Jump》少年漫画杂志上，并集结成20卷单行本发行。漫画讲述了一群孤儿在得知他们存在的黑暗真相以及孤儿院的目的后，策划逃离孤儿院，最终改变世界格局的故事。
《约定的梦幻岛》的电视动画由CloverWorks制作，并在富士电视台的noitaminA节目档播出。第一季共12集，于2019年1月至3月播出；第二季共11集，于2021年1月至3月播出。真人电影于2020年12月在日本上映。此外，亚马逊工作室正在制作欧美版真人连续剧。
《约定的梦幻岛》荣获第63届小学馆漫画赏的少年向部门奖项。截至2023年8月，其累计发行量已超过4200万册，是畅销漫画之一。漫画总体上受到了评论家的好评，尤其是在故事讲述、人物塑造、世界观构建方面。动画的第一季广受好评，被认为是2010年代最佳动画之一；不过第二季节奏过快，且简化了原作剧情，受到大量负面评价。

## 情节与角色

### 设定
在有着不同种族的奇异世界里，人族与鬼族之间曾有长时间的冲突。后来二者达成了名为「约定」的协议，规定人与鬼各自生活在自己的「世界」中：在人的世界里，没有鬼的威胁；在鬼的世界里，设立人类饲养场，为鬼提供食物。通过吃人，鬼可以保持人的形态，避免退化成没有理智的怪物。人类饲养场以孤儿院为幌子，制定了特殊的培育计划：一位人类「母亲」会照看孩子，确保他们尽可能聪明地成长。孩子身上有识别编号的纹身。他们对外面的世界一无所知，认为自己是孤儿。在达到特定年龄或智力水平后，孩子就会以「领养」的名义被喂给高级鬼。

### 剧情
2045年，即「约定」达成的一千年之后，活泼开朗的11岁孤儿艾玛生活在名为「恩典农场之家」（Grace Field House）的孤儿院中。这所孤儿院收容了她和其他37名孤儿，与外界几乎没有往来。他们过着田园诗般的生活，「妈妈」伊莎贝拉悉心照料着他们。他们的教育被视为成长的重要部分。艾玛有两位最好的朋友——诺曼和雷，三人在定期考试中总是表现出色。孤儿们能够自由活动，但不允许越过围墙和大门，因此对外界一无所知。一天晚上，女孩科尼被送去「领养」，但落下了自己最喜欢的玩具，于是艾玛和诺曼带着玩具跟随她。在大门处，他们发现柯妮已经死去，随即发现了孤儿院的真相——他们被养育是为了成为鬼的食物。艾玛、诺曼、雷计划逃离孤儿院，并带走其他孩子。过程中，诺曼被带去「领养」。于是，艾玛和雷决定与一些年长的兄弟姐妹逃跑，留下了年幼的孩子。
在逃离孤儿院后，他们发现生活中充满了危险。在艾玛和雷的领导下，他们决心回去解救剩下的兄弟姐妹以及其他农场的孩子们。他们遇到了各种各样的鬼，包括帮助他们的穆吉卡和孙居。艾玛和雷后来与诺曼重逢，并和盟友一起，与鬼女王列古拉瓦丽玛以及管理农场的人类彼得·拉特利展开了自由之战。最终，艾玛为所有的孩子赢得了自由，并重新制定了「约定」，将他们全部带到人的世界。作为代价，艾玛失去了自己的记忆。

## 制作过程

### 创作开端
白井海芋在大学毕业后成为普通社员，工作内容与漫画没有任何关联。不过他意识到自己不适合这类工作，而是希望从事更具创造性的工作，因此辞职后选择艺术之路。他希望做能留下深刻印象的事情，同时对编故事很感兴趣，因此创作了不少作品，但在四处投稿后杳无音信。随后，他想起有编辑建议他，「与其创作『取悦』大家的漫画，不如创作改变自己命运的漫画」，于是他将脑中的想法写在纸上，以此为基础创作了三百余页的手稿。在友人的鼓励下，他准备寻求专业人士的意见，判断自己是否有创作天赋，以决定之后是否继续。因此，在2013年冬天，他带着草稿前往《周刊少年Jump》编辑部。:8作品的编辑杉田卓在看到作品后，认为故事十分有趣。他还表示：「这是一部雄心勃勃的作品，看起来不像是Jump的风格，其中既有明亮的场景，又有黑暗的部分，需要充满幻想的世界来制造悬念。」据白井所说，杉田建议将篇幅控制在十二卷内，「长度大概跟《死亡笔记》差不多就好，不然就太长了」。:8最初的草稿仅简单地命名为「梦幻岛」，但由于版权原因，随后更名为「约定的梦幻岛」。
杉田认为，白井的作画水準还不足以驾驭这部作品，并且将原作和作画分开能够保持作品的品質。但他们花费了两年时间才找到了合适的插图家。在此过程中，有些人拒绝了邀请，给出了「这篇故事感觉不像Jump风格」以及「它不会成为热门作品」之类的理由。最终，白井和杉田都认为出水珀斯卡的艺术风格最适合这部作品的画面。2016年，白井通过杉田联系出水后，她认为原著十分有趣，因此同意了请求。杉田表示，白井和出水之间有着类似于《死亡笔记》创作者大场鸫和小畑健之间的默契。在《约定的梦幻岛》连载前，两人在2016年2月于少年Jump+在线平台上发布了单篇漫画波比的願望。这部单篇漫画在读者中很受欢迎，杉田称他们是《约定的梦幻岛》中的最佳团队。

### 灵感来源
白井的创作灵感来自世界各地的儿童民俗书籍和《最终幻想》等电子游戏。而关于恐怖元素，他表示自己只用了想象力，因为他不喜欢恐怖电影。他还提到，故事的一部分来源于他童年时的一些恶梦。在读过《糖果屋》后，他很害怕被吃掉，诸如此类的故事让他恐惧，直至成年。同时，在看完一部关于鬼魂的漫画后，他开始思考：「如果怪物像饲养牲畜一样养育人类，是否就能解决他们自己的需求呢？」他也希望读到发生在监狱之外的越狱故事。白井说：「所有这些恐惧、想法、影响汇聚在一起，形成了《约定的梦幻岛》中的故事。」
出水表示，日本民间传说以及其中的妖怪是她的主要灵感来源。欧洲童话对她也有所启发，包括《小红帽》和《糖果屋》。她还提到了浦泽直树的《MONSTER》、吉卜力创作的世界、越狱题材电影（如）、美国电视剧。
设定灵感来自于维多利亚时代的英国。白井表示，他希望让读者以为故事发生在19世纪的英国孤儿院，以「动摇读者的信念，并引导他们走向错误」。他还希望避免将故事设定在非常具体的时间框架内。他选择英国并没有特别的理由，不过孤儿院的英文名称对他有吸引力。白井还称：「欧洲的城镇规划起标杆作用，这种流行的风格受到日本人的高度赞赏。」 出水年轻时在英国经历了两个月的语言学习旅行，期间拍了很多照片，为设定提供了参考。她尤其对英国的森林和氛围印象深刻。

### 概念与主题

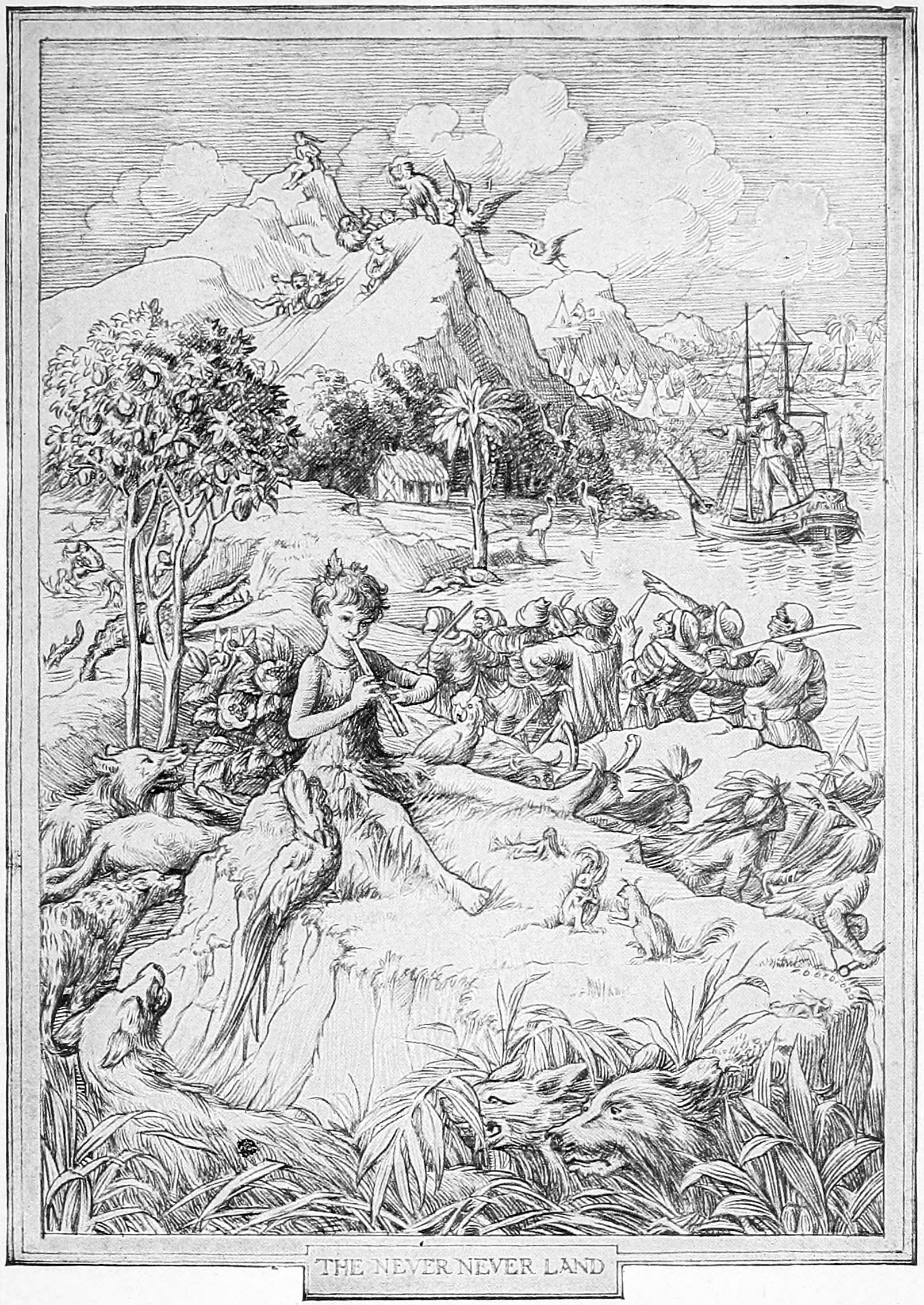
在作品《彼得·潘》中，主角彼得·潘在梦幻岛上吹奏笛子

「梦幻岛」是J·M·巴里创作的《彼得·潘》中的虚构岛屿，作品中也有不少与《彼得·潘》相呼应的地方。白井在解释作品名时说，梦幻岛是神奇的童话世界，主角彼得·潘让这里充满了欢乐，但实际上这里也有黑暗和危险之处。他表示，「童稚」和「暗中徘徊的危险阴影」这两部分的并存，是他希望通过作品传达的。考虑到故事及其发展，白井和他的编辑希望在作品名称中保留「梦幻岛」。他们在创作逃亡后的故事时想出了「约定」一词，认为其很重要。作品中也有许多相互约定的画面。
《约定的梦幻岛》基调较为黑暗，但白井还是希望能在《周刊少年Jump》而不是在其他青年漫画杂志上连载，因为「情节与年龄无关，即使故事的主题是黑暗的，也没有理由因为编辑方针而剥夺杂志读者阅读故事的机会」。他还补充，这部作品包含了正统的漫画主题，如互助和超越自我。根据白井的说法，作品的主要角色设定为孩子，是因为这本杂志的主要读者是年轻人，读者更容易与角色产生共鸣；同时，使用孩子反抗成人的概念，是因为这是许多故事中的经典主题。尽管白井承认这篇故事比大多数《周刊少年Jump》的漫画更黑暗，但除非故事需要，他们避免使用极端的元素，如「色情猎奇」、「暴力」、「无厘头」，因为根据编辑的说法，这些元素只会让它变成「普通的漫画」。
白井表示，成绩最低的学生会被最先送离农场，成为鬼的食物。这个设定虽然不一定是隐喻，但是能够让读者反思当前的社会。虽然白井承认该作品与日本社会及其学校制度之间存在相似之处，但他认为，「这并不是潜在的批评，而是对日常生活、家庭、学校，以及孩子们看待成年人的方式的探讨」。善待动物组织对该作品做出了一些解读，认为它是反对大规模饲养和支持素食主义的宣传册。但白井称，他并没有试图在作品中灌输道德价值观，作为作者，他也没有资格评判。他强调，故事中从未明确表示鬼是坏人。他进一步说：「人们将其与素食主义和集约化饲养联系起来，我并不奇怪，但我们的主要目标是创作故事以娱乐大众，而不是提供道德评判。我们的漫画并没有批评消费社会。」

### 创作过程
白井称，最后几章的创作过程受到了2019冠状病毒病疫情的影响。他认为章节的篇幅限制了他想表达的内容，尤其是第179章和最终章。:201-202

## 传播媒体

### 漫画
《约定的梦幻岛》由白井海芋担任原作，出水珀斯卡负责作画。这部漫画在集英社的《周刊少年Jump》上从2016年8月1日连载至2020年6月15日，即2016年35期至2020年28期。集英社将其章节收录成二十卷单行本，从2016年12月2日到2020年10月2日发行。
2016年7月，Viz Media宣布将在美国的《周刊少年Jump》杂志上以数字形式发布前三章漫画。此后，他们与日本同步发行后续章节。北美的第一卷印刷版于2017年12月5日出版。集英社于2019年1月在《MANGA Plus》的网站和应用程序上开始同步释出英文版本。繁体中文版本由东立出版社发行，自2016年10月17日起通过《寶島少年》雜誌連載，單行本第一卷于2017年4月19日发布。大陆简体版本由杭州翻翻文化传媒有限公司代理。
2020年10月5日，《周刊少年Jump》上发表了关于雷的16页单篇漫画第一枪。2020年12月7日，《周刊少年Jump》上发表了关于克洛涅修女的36页单篇漫画追求自由的天空。2020年12月11日至2021年1月11日在东京举办的「《约定的梦幻岛》特别展览」上，发布了关于孩子们在现实世界中实现梦想的19页单篇漫画Dreams Come True。2020年12月14日，《周刊少年Jump》上发表了关于伊莎贝拉的32页单篇漫画母亲的决心。2021年1月4日，《周刊少年Jump》上发表了讲述「另一个约定的梦幻岛」故事的32页单篇漫画We Were Born。Dreams Come True和We Were Born都被收录在2021年9月3日由集英社出版的《白井カイウ×出水ぽすか短篇集》一卷中。该书于2022年11月8日在北美由Viz Media出版，東立出版社於2022年9月12日發行繁体中文版本。
喜剧衍生作品《另一座约定的梦幻岛》由《我与机器子》作者宫崎周平绘制，2018年7月26日在《JUMP GIGA》上发表，之后从2019年1月11日至3月28日在《少年Jump+》应用程序上连载。其章节被收录在2019年6月4日发布的单行本单卷中。繁体中文版本由东立出版社于2021年2月26日发行。

### 轻小说
七绪共创作了四部轻小说。
- 第一本轻小说名为《约定的梦幻岛～来自诺曼的信～》（約束のネバーランド～ノーマンからの手紙～），于2018年6月3日发行，[40]繁体中文版本由东立出版社于2019年1月14日发行。[41]
- 第二本轻小说名为《约定的梦幻岛～妈妈们的追想曲～》（約束のネバーランド～ママたちの追想曲～），于2019年1月4日发行，[42]繁体中文版本由东立出版社于2019年5月13日发行。[43]
- 第三本轻小说名为《约定的梦幻岛～战友们的纪录～》（約束のネバーランド ～戦友たちのレコード～），于2020年10月2日发行，[44]繁体中文版本由东立出版社于2021年1月18日发行。[45]故事围绕卢卡斯和尤格展开。[46]
- 第四本轻小说名为《约定的梦幻岛～充满回忆的照片～》（約束のネバーランド ～想い出のフィルムたち～），于2020年12月4日发行，[47]繁体中文版本由东立出版社于2021年4月1日发行。[48]故事发生在漫画的结局之后，讲述艾玛（英语：Emma (The Promised Neverland)）、诺曼（英语：Norman (The Promised Neverland)）与他们的朋友们回忆往事。[47]

### 动画
2018年4月20日，域名「neverland-anime.com」已被注册，其中「anime」为动画之意。4月23日，官方在Twitter上设立账户。据此，有媒体推测该作可能会改编成电视动画。同年5月28日，《周刊少年Jump》26号封面上宣布了将作品改编为电视动画的决定。动画由CloverWorks制作，神户守执导，大野敏哉负责剧本统筹，岛田和晃担任人物设计师，小畑贵裕负责音乐作曲。2019年1月11日至3月29日，该动画在日本富士电视台的深夜动画编播时段noitaminA上播出了12集。自2016年春季起，亚马逊公司获得noitaminA节目独家流媒体播放权，因此该动画应在亚马逊视频上同步播出，但实际上其仅在日本同步播出，而法国的Wakanim获得了独家流媒体播放权。片头曲Touch Off由UVERworld演唱，片尾曲绝体绝命和Lamp由Cö shu Nie演唱。
第二季于2019年3月宣布制作。动画原定于2020年10月开播，但因2019冠状病毒病疫情而推迟。2021年1月8日至3月26日，动画于富士电视台的noitaminA节目档播出。上一季中主要工作人员和配音演员担任原有职务。原作漫画作者白井海芋亦参与了剧本创作，并监督了本季的原创情节。然而，由于本季反响不佳，最后两集没有标明编剧。片头曲Identity由秋山黄色演唱，片尾曲魔法由Myuk演唱。
亚洲地区，香港的羚邦集团获得两季动画代理权，通过「Ani-One专区」，在香港、新加坡、马来西亚、文莱、台湾等地区播出。北美地区，Aniplex of America获得动画版权，2019年1月9日开始在Crunchyroll、Hulu、Funimation、Hidive上播放。Funimation于2020年7月1日在其流媒体服务上加入了动画的英文配音版本。动画第一季于2019年4月14日在Adult Swim的Toonami节目时段播出。Toonami在2020年10月31日晚的万圣节马拉松（Halloween marathon）中播出了第一季全部内容，并在2022年10月29日的万圣节马拉松中再次播出。第二季于2021年4月11日至6月20日在Toonami播出。2020年8月，动画在日本、意大利、新加坡、泰国的Netflix平台上可以观看，同年9月1日，动画在北美和拉丁美洲的Netflix平台上线。2022年1月28日，两季动画在日本的Disney+上线。Madman Entertainment在澳大利亚和新西兰通过AnimeLab同步播出该动画。英国由Anime Limited获得动画授权。2023年5月，动画第二季从Netflix平台下架；2023年9月，动画第一季从Netflix平台下架。
动画第一季根据原作第1章至第37章改编，即「越狱篇」，基本忠实于漫画的情节。第二季根据原作第38章到第181章改编，但有所简化。剧情上也有改动，去除了几个篇章和角色。

### 真人电影
2020年12月18日，由平川雄一朗执导的真人电影改编版在日本上映，2021年1月20日在台湾上映。该电影票房收入达20.3亿日元（约合1770万美元）。其获得影评人的多数好评，且受到两项VFX-JAPAN奖提名，在「优秀剧场电影奖」类别中获奖。

### 真人连续剧
2020年6月，亚马逊工作室和第二十电视公司宣布正在制作《约定的梦幻岛》欧美版真人连续剧，计划于Amazon Prime Video上播出。的导演罗德尼·罗斯曼将执导该剧集，梅根·马洛伊（Meghan Malloy）将编写试播集。罗斯曼、《死亡笔记》的制片人冈政伟、Vertigo Entertainment的罗伊·李、尹米里（Miri Yoon）四人将担任该剧集的执行制片人。

### 电子游戏
手机游戏《約定的夢幻島～逃出狩庭～》（台湾又译作）于2021年4月22日正式推出。游戏于2021年1月7日宣布制作并公开视觉图。截至2021年4月13日，已有超过63194次预注册。游戏为在线逃脱类型，四名玩家需共同努力逃离地图。玩家可以控制不同角色，使用各种武器和物品击败鬼。游戏由GOODROID开发，CyberAgent发行，适用于iOS和Android平台。
《约定的梦幻岛》与其他电子游戏有多次联动：
- 与手机游戏《龙蛋》（ドラゴンエッグ）的联动活动于2020年5月22日开始。[113]
- 与手机游戏《鲜艳军团》的联动活动于2020年11月12日至26日举行。[114]
- 与电子游戏《第五人格》的首次联动活动于2021年2月23日开始，[115][116]第二次联动活动于2021年9月24日开始。[117][118]
- 与日本手机游戏《英雄气泡》的首次联动活动于2021年3月15日开始。[119]
- 与手机游戏《LINE POP2》的联动活动于2021年5月27日开始。[120][121]

### 其他媒体
画集《约定的梦幻岛 ART BOOK WORLD》（約束のネバーランド ART BOOK WORLD）于2020年12月4日发行，英文版本由Viz Media于2022年6月21日发行，繁体中文版本由东立出版社于2022年11月10日发行。画集中包含了创作者的评论和采访内容。此外，粉丝向书籍《机密圣经 约定的梦幻岛 0 MYSTIC CODE》（シークレットバイブル 約束のネバーランド 0 MYSTIC CODE）于2020年12月4日发行，繁体中文版本由东立出版社于2023年6月1日发行。
2020年12月11日至2021年1月11日，美术展「《约定的梦幻岛》特别展览」在六本木的森美术馆举办，咖啡活动「恩典农场咖啡」在展览场地旁举行。咖啡厅的设计基于「恩典农场之家」，并出售与作品相关的食品和饮品。之后该展览多次举办：2021年3月17日至4月5日在大阪市举办，2021年4月24日至5月9日在名古屋国际会议场举办，2021年7月3日至25日在冈山市举办，2021年7月21日至8月16日在札幌市举办。
官方节目《约定的梦幻岛广播》由艾玛的配音员诸星堇和菲尔的配音员河野日和主持，从2019年1月7日到2021年4月4日共播出66集。在此期间，两人会阅读粉丝的邮件并回答问题。富士电视台的动画节目区块noitaminA为了庆祝其成立15周年，于2021年5月29日至30日在东京国际论坛举办了特别的电影交响音乐会，特色是在标志性场景中播放动漫的原创配乐，其中就包括《约定的梦幻岛》。2019年1月所有周末，东京的Noitamina Shop & Cafe Theater均会举行《约定的梦幻岛》免费放映活动，并以此为主题举办咖啡活动，销售各种与之相关的食物和饮料。为了纪念艾玛、雷、诺曼的生日，该场所分别在2019年8月17日至9月1日、2021年1月15日至24日、2021年3月13日至28日举办了咖啡活动。
2018年7月14日，六本木的少年Jump咖啡馆推出了相关主题的饮品和杯垫。2019年4月20日，其与WIXOSS旗下的开展跨界合作，推出了以该作为主题的扩展包。该项目由出水珀斯卡监督，她先前也为其他集换式卡牌游戏提供过艺术作品。2019年1月5日至2月11日，其与东京的空中马戏团60号观察台开展合作，内容包括：重现作品中后世界末日场景的摄影点、艺术展览、限量版商品，以及受到艾玛、诺曼、雷启发的原创饮品。2019年8月10日至9月8日，池袋、秋叶原、大阪、福冈的公主咖啡馆举办了合作活动。活动展示了独家商品、食物、饮品。2020年9月4日至30日，大阪的Cookpad Studio举办了合作活动，内容包括作品中的食物和商品。2021年1月14日至3月17日，其与神奈川出租车公司合作的活动中，88辆出租车上放置了《约定的梦幻岛》的角色艺术品，乘客还会收到带有艾玛、雷、诺曼形象的艺术品。2021年3月8日，其与Megane Flower眼镜的合作中推出了限量版眼镜框，设计灵感来自艾玛、雷、诺曼。同年9月2日，其与索尼的合作中发布了限量版电子产品。
2020年2月14日至3月8日，《约定的梦幻岛》与Collabo Cafe Honpo在秋叶原和日本桥举行了合作活动。此次合作包括原创商品、食物、饮品。2020年8月8日至9月6日，其与Collabo Cafe Honpo LABO在关东东京池袋东口店举行了合作活动，庆祝艾玛的生日，并提供了艾玛、诺曼、雷的毛绒玩偶。该咖啡馆与Collabo Cafe Honpo同属一家公司，但为顾客特别提供了拍摄迷你食物模型、饮品、桌子的空间。顾客可以拿着毛绒玩偶拍照。SCRAP创作了两款真人密室逃脱游戏，并在日本各地开展：2019年3月的《约定的梦幻岛：逃离虚假天堂》，以及2021年7月8日的《约定的梦幻岛：逃离食人森林》。2021年3月20日至6月6日，其与荒尾市的格林兰游乐园联合举办了名为「潜入格林兰农场」的活动，包括独家商品、食物、游乐设施。2021年6月1日至8月29日，其与京阪酒店在日本六个不同地点开展合作活动，包括六间主题房间（其中包含真人大小的角色、动画场景图片、原创商品，以及艾玛、诺曼、雷的声音），以及迷你展览厅。由于活动大受欢迎，原创商品销售日期延长至2022年3月31日。2021年7月17日至12月30日，互动沉浸式活动「体验博物馆《约定的梦幻岛》恩典农场之家逃脱版」在六本木举行。活动包括根据真实比例复刻的恩典农场之家展览馆、各种道具、作品角色、原创商品。博物馆内的「密内瓦咖啡馆」出售各类相关食物和饮品。2021年2月2日至3月10日，包含《约定的梦幻岛》的主题快闪店于台北三创生活园区开张。同时，为了推广作品，2021年2月11日至5月10日，日本六家Loft商店举行了相关主题的快闪店活动。另一家售卖主题商品的快闪店于2022年1月21日至2月6日期间在东京动画中心营业。

## 反响与评价

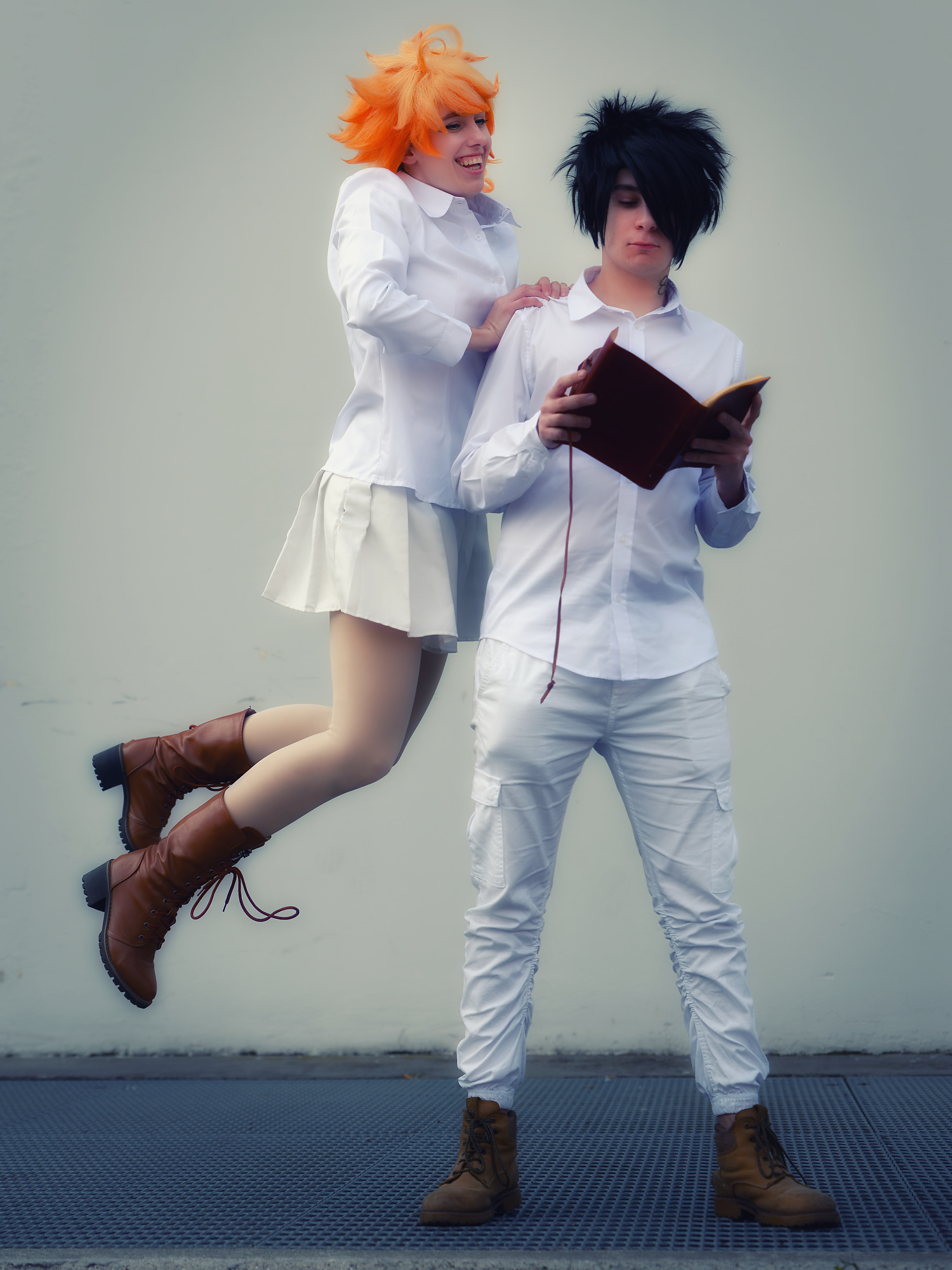
艾玛 (约定的梦幻岛)（左）与雷 (约定的梦幻岛)（右）的角色扮演者

### 漫画
日本国内，漫画《约定的梦幻岛》获得多个奖项。2018年宝岛社的《这本漫画真厉害！》男生篇中，其位居榜首。该作在法国网站Manga-News的编辑部「2018少年漫画大赛」中获胜。漫画也是2018年法国第12届ACBD亚洲评论奖的推荐作品之一。其在2018年第21届日本新媒体动漫艺术节的漫画部门中被选为评审推荐作品。在的2018年最佳与最差漫画评选中，该作品被选为最佳漫画之一。它还被列入日本财团的「2020年漫画教育娱乐」名单，认为能够激发读者的学习动力。
在《达芬奇》杂志的「年度书籍」榜单中，该作在2018年排名第26位，2019年排名第35位，2020年排名第18位，2021年排名第26位。在朝日电视台的2021年「漫画总选举」投票中，15万人票选出他们的前100部漫画作品，作品排名第46位。该漫画被巴诺书店列入「2018年我们最喜欢的漫画」名单中，还被列入美国图书馆协会2018年和2019年的「青少年优秀图画小说」名单。2021年LINE Research开展日本高中生「他们目前最喜欢的漫画」的调查，该作品在女生中排名第二，在男生中排名第十。
漫画得到了漫画家秋本治和尾田荣一郎的推荐，他们分别为第二卷和第四卷撰写了赞扬评论，并刊登在上。作家冈田斗司夫也称赞了该漫画。

#### 市场表现
连载期间，《约定的梦幻岛》每一卷都名列销量榜前茅。截至2017年8月，漫画在日本的印刷量已达150万册；到2017年10月，印刷量增加到210万册；到2018年4月，前8卷的印刷量达到420万册；到2018年6月，前9卷的全球印刷量达到500万册；到2019年1月，前12卷的全球印刷量达到880万册；到2019年9月，全球印刷量超过1600万册。到2020年6月，全球发行量超过2100万册（其中电子版为100万册）；到2020年10月，全球发行量超过2500万册（明确表示含电子版）；到2020年12月，全球发行量超过2600万册；到2021年4月，全球发行量超过3200万册；到2022年8月，全球发行量超过4100万册；到2023年8月，全球发行量超过4200万册。
在日本，根据销售额统计，《约定的梦幻岛》在2018年为第二十四大畅销漫画，估计销售额为19亿日元；2020年成为第十大畅销漫画，估计销售额为35亿日元。销量方面，2018年，其为第八大畅销漫画，销量超过420万册；2019年，其为第四大畅销漫画，销量超过740万册；2020年，其为第六大畅销漫画，销量超过630万册；2021年上半年，其为第六大畅销漫画，销量超过310万册。2018年，第七卷首版印刷量为40万册；2019年，第十八卷首版印刷量超过60万册；2020年，第二十卷首版印刷量达到了70万册。
《约定的梦幻岛》第一卷在2021年3月和4月均登上了《纽约时报》畅销书榜。2018年至2021年间，各单行本多次登上NPD集团旗下的BookScan的月度成人图画小说前20名榜单。2021年3月，第一卷在《出版者周刊》畅销书榜上排名第四。2021年9月，第二十卷也登上了《出版者周刊》畅销书榜，排名第十。2020年和2021年，第一卷在美国分别售出37000册和77000册。此外，《约定的梦幻岛》在2021年乐天年度百大畅销电子漫画榜上排名十三。

#### 专业评价
Comic Book Bin网站的勒罗伊·杜雷索（Leroy Douresseaux）为第一卷打了9分（满分10分）。他称赞了漫画的角色、故事情节、画面，认为这是「险恶、黑暗奇幻、悬疑惊悚的故事」。The Fandom Post的加布·佩拉尔塔（Gabe Peralta）赞扬了第一卷中情节的转折与悬念，在内容和艺术方面给出了「B+」的评分，并表示，「《约定的梦幻岛》各方面都像现代的《周刊少年Jump》漫画——充满活力并渴望取悦读者」。The Manga Critic的凯瑟琳·达西（Katherine Dacey）表示喜欢该作，包括第一卷中世界观的构建、紧凑的节奏、清晰的画风、惊人的情节转折。她还赞赏了作品中主要角色的介绍和主要冲突的呈现。
动画新闻网的丽贝卡·西尔弗曼（Rebecca Silverman）认为第一卷漫画「节奏紧张、文学联系有趣、艺术与故事结合良好、情节和前期铺垫强有而力」，不过认为艺术上存在瑕疵，对某些读者来说可能太黑暗，因此给出了A-的综合评价。同一网站的尼克·克里默（Nick Creamer）给第二卷打了B+，称其为「独特而令人激动的故事，展现了有趣的战术戏剧和引人注目的视觉场景」，同时批评该作的艺术有些粗糙，「有些章节感觉像是对标准少年漫画形式的尴尬妥协」。他评价第三卷为A-，认为其中克洛涅修女和艾玛结为盟友的桥段，让故事更加错综复杂，扣人心弦。他称第四卷「提供了更多理由让人关注这部非常独特的漫画」，其「出色的世界观和人物塑造，将诱人的艺术和坚固的人物塑造相结合，为真正惊心动魄的逃亡做好准备」，因此打出了B+的评分。他给第五卷和第六卷打了A-，称赞它们过渡阶段的优雅，展现了故事中一些最激动人心的冲突和美丽的场景，并以聪明的方式揭示了宏大的世界观。在评论第七至第九卷时，他认为故事的雄心迈向了新的高度，并且第八卷中出水的画风相当出色。他还补充，「黄金池塘」篇将作品的核心吸引力转化为动作戏，展现出了清晰的战斗和可怕的怪物。
A Case Suitable for Treatment网站的肖恩·加夫尼（Sean Gaffney）称赞了第十一卷和第十二卷的故事情节和角色，表示该作是他读过的优秀《Jump》漫画，必须购买。其结合了恐怖和惊险冒险的最佳部分，是顶级的《Jump》作品。从第十五卷开始，作品转向新的方向和主题。他称，该卷大部分内容是恶魔之间的政治阴谋以及道德伦理争论。尽管他确实怀念先前的悬疑小说部分，但认为新的部分写得很好，值得一读。在对第十四卷和第十五卷的评论中，Sequential Tart的沃尔芬·月之女（Wolfen Moondaughter）褒扬了关于伦理的哲学讨论：双方都提出了很好的观点，创意团队出色地展示了双方的优缺点，并解释了道德为何不那么容易定义和实现。她还称赞了第十六卷和第十七卷中的历史部分，认为吉朗和诺曼都愿意接受过去不曾接受的损失，但吉朗十分悲惨，与诺曼形成了鲜明对比。她在评论最后一卷时提到，漫画的每一卷中都有哲学思考，故事的结局也不例外，因此阅读漫画的过程很有价值。
漫画评论家兼作家藤本由香里称赞了其性别平衡。她指出，尽管这是一部少年漫画，但主角是个女孩，故事中的角色分工没有性别差异。她还注意到，角色的泳装场景并不是为男性读者提供的性感照。她觉得故事的发展非常有趣，连载期间迫不及待地等待每一卷的出版。此外，故事结尾处对鬼和人类的界限和选择的拓展，与解构当前社会中性别秩序的方向一致，比如承认男性的受害者身份。漫画家森园牛奶称赞漫画的画面非常精美，角色刻画也很出色，故事宏大而惊险。她还特别指出了女主角艾玛颇受欢迎。性别科幻研究小组成员橘真波表示，这是高尚的逃亡与冒险故事，并描述为通过逐一解决任务而推进的游戏。她最后称赞集英社出版了与以往作品截然不同的故事。
辻正树称赞《约定的梦幻岛》「具有清晰的开始、转折和结局」，认为这在长篇故事中实属罕见。他还夸赞漫画的结局优秀。Real Sound的成马令一（Chengma Lingyi）称赞这部作品的叙事和世界观，他还表示出水珀斯卡的艺术作品非常美丽、优雅、壮观。他强调了作品的心理描写和悬念，以「智慧」面对存在。他指出，在最后的篇章中，怪物随意吃人和鬼，体现了这部作品的主题，这就是那些垄断财富、牺牲弱者之人的悲惨结局。他还补充道：「目标与牺牲间的抉择，正是作品成为现实中杰作的原因。」

#### 奖项与提名
| 年份 | 奖项                    | 类别             | 结果  | 参考资料        |
| ---- | ----------------------- | ---------------- | ----- | --------------- |
| 2016 | 漫道小林漫画大奖        | 最有前途新作奖   | 獲獎  | [ 255 ]         |
| 2017 | 漫道小林漫画大奖        | 漫画大奖         | 獲獎  | [ 256 ]         |
| 2017 | 第1届茑屋漫画大奖       | 最佳潜力奖       | 獲獎  | [ 257 ]         |
| 2017 | 漫画报纸奖              | 不適用           | 獲獎  | [ 258 ]         |
| 2017 | 第63届小学馆漫画赏      | 少年向部门       | 獲獎  | [ 259 ] [ 260 ] |
| 2017 | 第3届下一部人气漫画大赏 | 纸本漫画         | 第2名 | [ 261 ]         |
| 2017 | 第10届漫画大赏          | 不適用           | 提名  | [ 262 ] [ 263 ] |
| 2018 | 第22届手冢治虫文化奖    | 不適用           | 提名  | [ 264 ]         |
| 2018 | 第11届漫画大赏          | 不適用           | 提名  | [ 265 ]         |
| 2018 | 第24届巴塞罗那漫画展    | 最佳单行本       | 提名  | [ 266 ]         |
| 2018 | 第2届茑屋漫画大奖       | 历史最佳         | 第3名 | [ 267 ]         |
| 2018 | 2018年Google Play大奖   | 用户投票优秀奖   | 獲獎  | [ 268 ]         |
| 2018 | Ridibooks漫画奖         | 下一部流行漫画奖 | 獲獎  | [ 269 ] [ 270 ] |
| 2019 | 法国Babelio读者奖       | 最佳漫画         | 獲獎  | [ 271 ]         |
| 2019 | 2019年漫画奖            | 最佳单行本       | 獲獎  | [ 272 ] [ 273 ] |
| 2019 | 法国漫画大奖赛          | 最佳漫画         | 獲獎  | [ 274 ]         |
| 2019 | 第23届手冢治虫文化奖    | 不適用           | 提名  | [ 275 ]         |
| 2019 | 法国Konishi奖           | 最佳翻译漫画     | 提名  | [ 276 ]         |
| 2019 | Geeks d'Ouro            | 最佳漫画         | 提名  | [ 277 ]         |
| 2019 | Ridibooks漫画奖         | 大奖             | 獲獎  | [ 278 ]         |
| 2019 | Piccoma奖               | 月神奖           | 獲獎  | [ 279 ] [ 280 ] |
| 2019 | 日本博览会奖            | 最佳新漫画       | 獲獎  | [ 281 ]         |
| 2019 | 日本博览会奖            | 年度最佳剧本     | 獲獎  | [ 281 ]         |
| 2019 | 第25届巴塞罗那漫画展    | 最佳单行本       | 獲獎  | [ 282 ] [ 283 ] |
| 2020 | 卢卡国际漫画节          | 亚马逊漫画奖     | 獲獎  | [ 284 ] [ 285 ] |
| 2020 | 法国「漫画迷」奖        | 不適用           | 獲獎  | [ 286 ]         |
| 2020 | 动漫点击奖              | 最佳新漫画       | 獲獎  | [ 287 ] [ 288 ] |
| 2020 | 动漫点击奖              | 最期待漫画       | 獲獎  | [ 287 ] [ 288 ] |
| 2020 | 第20届性别意识奖        | 不適用           | 獲獎  | [ 289 ]         |
| 2020 | 第3届齐藤隆夫奖         | 不適用           | 提名  | [ 290 ]         |
| 2021 | Geeks d'Ouro            | 最佳翻译漫画     | 提名  | [ 291 ]         |
| 2021 | 第25届手冢治虫文化奖    | 不適用           | 提名  | [ 292 ]         |
| 2021 | 第52届星云奖            | 最佳漫画         | 提名  | [ 293 ]         |

### 动画
基于评论聚合网站烂番茄汇总的5篇评论文章，《约定的梦幻岛》第一季获得了100%的好评。2020年2月，该动画在Crunchyroll动画奖上荣获「最佳奇幻作品奖」，伊莎贝拉赢得「最佳反派奖」。Polygon将该动画选入2010年代最佳动画之一，Crunchyroll将其列入「2010年代最佳100部动画」名单，IGN也将其评为2010年代最佳动画之一。此外，巴西网站Legiao Dos Herois将其列在「2010年代最成功的10部动画」中。 
The Verge也将该动画列为2019年最佳动画之一。动画新闻网的詹姆斯·贝克特（James Beckett）将该动画评为2019年最佳动画的第五名。Thrillist的图森特·伊根（Toussaint Egan）将该动画评为2019年最佳动画第三名。MyAnimeList的动画栏目中，《约定的梦幻岛》第二季首播规模仅次于《进击的巨人》第四季。

#### 专业评价
布里塔尼·文森特（Brittany Vincent）在Syfy上撰写的第一季评论中，称赞了第一集结尾的反转，表示「看似田园诗般的快乐孩子社会，真相竟以如此残酷的方式揭露，为此必须继续观看」。 他特别称赞了角色设计，称：「这些粉红色头发和身着古怪服装的动漫孩子非同寻常。主角艾玛有着红金色的头发和大眼睛，根本不像典型的动漫角色。」此外，他认为这部动画结合了《死囚乐园》和《终结的炽天使》的风格，有着可怕的诡异角色和猜不透的故事情节，是一部优秀作品。
艾伦·穆迪（Allen Moody）在THEM Anime Reviews网站上为第一季打了4星（满分5星）。他称赞了该动画的故事情节，以及角色能够「设计出令人惊叹的复杂策略和反策略，这些策略不仅让观众感到意外，也让他们的敌人感到意外」。他补充说，这部动画让观众始终保持着高度紧张感，尽管只出现几次意外的恐怖场景。最后他总结道：「我对这个故事相当满意。这里有令人心碎的发展和纯粹的恐怖时刻，但不灭的人类精神也在其中。」
《约定的梦幻岛》第二季，尤其是最后一集，被许多人认为进度仓促而强行结尾，而受到了一致差评。对于该季，Polygon的拉斐尔·莫塔马约尔（Rafael Motamayor）表示，原创故事并不一定是坏事，但从第五集开始，就打破了前几集的节奏和紧张感。他提到，2003年动画《钢之炼金术师》改变了原作故事，但仍然以令人满意的方式捕捉了原作意图；不过《约定的梦幻岛》动画跳过了漫画的不少章节，同时「去掉了最初让它产生影响力的所有元素」，因此与漫画情节相去甚远。他将之与最后一季相提并论。
亚伊勒斯·泰勒（Jairus Taylor）在动画新闻网上撰文称，《约定的梦幻岛》的动画改编是「彻底的灾难」。他解释说，动画改变了漫画原作的焦点。漫画原本应该是恐怖奇幻作品，而不是真正意义上悬疑惊悚作品；与其说是《死亡笔记》，不如说是按照时间顺序叙述的《HUNTER×HUNTER》。他评论说，动画「在传递悬念方面做得相当不错」，但牺牲了「更大野心」的原作中其他至关重要的元素，包括完全删除或修剪世界构建元素，去除内心独白和人物刻画，削弱某些角色的动机，简化作品主题和所要传递的信息。他总结道：「如果动画不跳过任何内容，仍可能会面临问题，因为可以说它没有能力处理『越狱篇』之后的任何内容。无论如何，最终的结果确实令人失望，《约定的梦幻岛》漫画无疑是少年Jump阵容中有趣和深思熟虑的作品。遗憾的是，动画改编未能发挥出应有的潜力。」

#### 奖项与提名
| 年份 | 奖项                   | 类别                             | 被提名者                     | 结果  | 参考资料        |
| ---- | ---------------------- | -------------------------------- | ---------------------------- | ----- | --------------- |
| 2019 | 第41届Anime Grand Prix | 大奖                             | 《约定的梦幻岛》             | 第4名 | [ 307 ]         |
| 2019 | 第41届Anime Grand Prix | 最佳男角色                       | 诺曼                         | 第5名 | [ 307 ]         |
| 2019 | 第41届Anime Grand Prix | 最佳女角色                       | 艾玛                         | 獲獎  | [ 307 ]         |
| 2019 | 第9届Newtype动画奖     | 乃木坂46奖（月度新人联合特别奖） | 《约定的梦幻岛》             | 獲獎  | [ 308 ]         |
| 2019 | IGN奖                  | 最佳动漫                         | 《约定的梦幻岛》             | 提名  | [ 309 ]         |
| 2020 | 第4届Crunchyroll动画奖 | 年度动漫                         | 《约定的梦幻岛》             | 提名  | [ 310 ] [ 311 ] |
| 2020 | 第4届Crunchyroll动画奖 | 最佳女角色                       | 艾玛                         | 提名  | [ 310 ] [ 311 ] |
| 2020 | 第4届Crunchyroll动画奖 | 最佳主角                         | 艾玛                         | 提名  | [ 310 ] [ 311 ] |
| 2020 | 第4届Crunchyroll动画奖 | 最佳反派                         | 伊莎贝拉                     | 獲獎  | [ 310 ] [ 311 ] |
| 2020 | 第4届Crunchyroll动画奖 | 最佳剧情                         | 《约定的梦幻岛》             | 提名  | [ 310 ] [ 311 ] |
| 2020 | 第4届Crunchyroll动画奖 | 最佳奇幻作品                     | 《约定的梦幻岛》             | 獲獎  | [ 310 ] [ 311 ] |
| 2020 | 第4届Crunchyroll动画奖 | 最佳开场                         | Touch Off（由UVERworld演唱） | 提名  | [ 310 ] [ 311 ] |
| 2020 | 第4届Crunchyroll动画奖 | 最佳日语声优                     | 甲斐田裕子（为伊莎贝拉配音） | 提名  | [ 310 ] [ 311 ] |
| 2020 | 第6届流行动漫赏        | 年度动漫                         | 《约定的梦幻岛》             | 提名  | [ 312 ] [ 313 ] |
| 2020 | 第6届流行动漫赏        | 年度男主角                       | 雷                           | 提名  | [ 312 ] [ 313 ] |
| 2020 | 第6届流行动漫赏        | 年度男主角                       | 诺曼                         | 提名  | [ 312 ] [ 313 ] |
| 2020 | 第6届流行动漫赏        | 年度女主角                       | 艾玛                         | 提名  | [ 312 ] [ 313 ] |
| 2020 | 第6届流行动漫赏        | 年度男配角                       | 菲尔                         | 提名  | [ 312 ] [ 313 ] |
| 2020 | 第6届流行动漫赏        | 年度男配角                       | 唐                           | 提名  | [ 312 ] [ 313 ] |
| 2020 | 第6届流行动漫赏        | 年度片头曲                       | Touch Off（由UVERworld演唱） | 提名  | [ 312 ] [ 313 ] |
| 2020 | 第6届流行动漫赏        | 年度片尾曲                       | 绝体绝命（由Cö shu Nie演唱） | 提名  | [ 312 ] [ 313 ] |
| 2020 | 第6届流行动漫赏        | 最佳改编                         | 《约定的梦幻岛》             | 提名  | [ 312 ] [ 313 ] |
| 2020 | 第6届流行动漫赏        | 最佳群像                         | 《约定的梦幻岛》             | 提名  | [ 312 ] [ 313 ] |
| 2020 | 第6届流行动漫赏        | 最佳原声带                       | 《约定的梦幻岛》             | 獲獎  | [ 312 ] [ 313 ] |
| 2020 | 第6届流行动漫赏        | 年度剧情动画                     | 《约定的梦幻岛》             | 獲獎  | [ 312 ] [ 313 ] |
| 2020 | 第6届流行动漫赏        | 年度悬疑或心理动漫               | 《约定的梦幻岛》             | 提名  | [ 312 ] [ 313 ] |
| 2020 | 第6届流行动漫赏        | 最佳女声优                       | 伊濑茉莉也（为雷配音）       | 提名  | [ 312 ] [ 313 ] |
| 2020 | 第6届流行动漫赏        | 最佳女声优                       | 内田真礼（为诺曼配音）       | 提名  | [ 312 ] [ 313 ] |
| 2020 | 第6届流行动漫赏        | 组合角色                         | 雷                           | 獲獎  | [ 312 ] [ 313 ] |
| 2020 | 第6届流行动漫赏        | 组合角色                         | 菲尔                         | 提名  | [ 312 ] [ 313 ] |
| 2020 | 第6届流行动漫赏        | 组合角色                         | 唐                           | 提名  | [ 312 ] [ 313 ] |

## 延伸阅读
- . . . 2017-05-18. （原始内容存档于2021-04-16） （日语）.
- . . 2017-07-04. ISBN 978-4-86297-682-6 （日语）.
- . . 2018-04-04. ISBN 978-4865118926 （日语）.
- . . 2019-08-02. ASIN B07VNLHS9R （日语）.
- . . 2020-07-04. ISBN 978-4867140932 （日语）.
- .  . . 2020-08-17. ISBN 978-4-08-721131-3 （日语）.
- .  . . 2023-01-26. ISBN 978-4-06-529682-0 （日语）.
- Lamendola, Gianluca. . Società Editrice La Torre. 2023-05-05. ISBN 978-88-96133-66-8 （意大利语）.